# Eckert (Mondkrater)

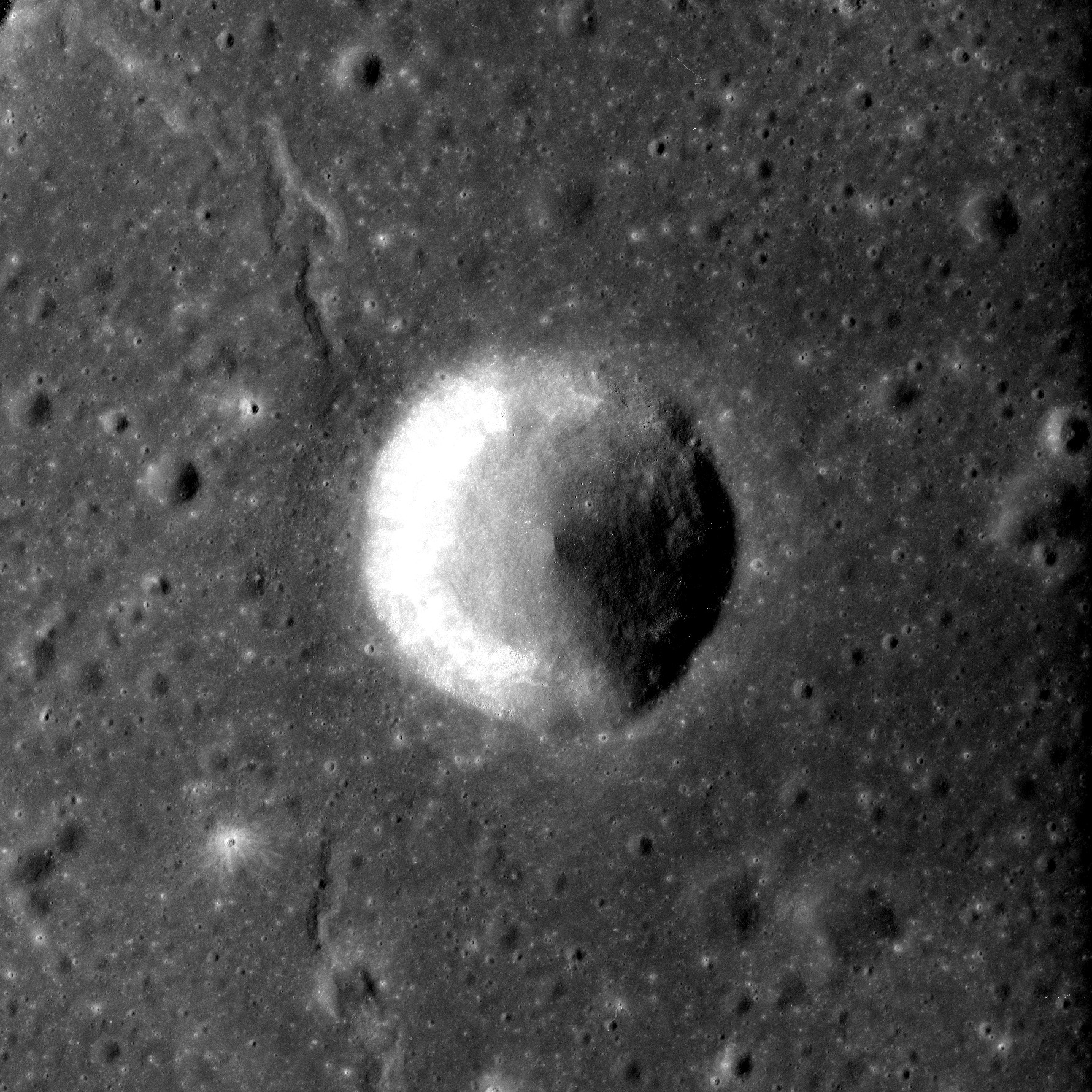
Eckert-Krater, Mare Crisium, auf dem Mond.

Eckert ist ein sehr kleiner, abseits liegender Einschlagkrater im nördlichen Teil des Mare Crisium. Er bildet eine kreisrunde Grube in der dunklen Oberfläche des umgebenden Mare. Westlich kann man in der Oberfläche Umrisse eines Meeresrückens erkennen, die allerdings nur bei schräg einfallendem Sonnenlicht deutlich zu Tage treten.
Krater von einiger Bedeutung in der Nähe sind in westnordwestlicher Richtung Peirce und im Südwesten Picard. Diese beiden Krater liegen ebenfalls im Becken des Mare Crisium.